# Sundblad
Sundblad es una localidad argentina del partido de Rivadavia, en la provincia de Buenos Aires.
Se encuentra a 55 km de la ciudad de América, cabecera del partido.

## Población
Cuenta con 63 habitantes (Indec, 2010), lo que representa un descenso del 34% frente a los 96 habitantes (Indec, 2001) del censo anterior.
| Gráfica de evolución demográfica de Sundblad entre 1991 y 2010 |
|                                                                |
| Fuente: Censos nacionales del INDEC                            |